# Hits (revista)
Hits é uma revista especializada na indústria musical norte-americana. Fundada por Lenny Beer e Dennis Lavinthal, que anteriormente haviam trabalhado em divulgação independente, foi lançada como uma revista impressa em agosto de 1986. Em 1997, tornou-se o periódico de maior sucesso no mundo da música.
Uma versão online da revista, Hits Daily Double, estreou em maio de 2000. Ambos on e offline, o conteúdo da revista inclui dados de propriedade semanais de vendas e airplay, uma seção para artistas iniciantes ("Vibe-Raters"), entrevistas com líderes da indústria musical, um desenho animado, notícias semanais e as tabelas fornecidas pelo Shazam, Vevo e Mediabase. A coluna "Rumor Mill", descrita como "notícias e especulações da indústria musical", tem sido amplamente acessada dentro do negócio da música desde o lançamento da revista.